# 平貞文
平 貞文（たいら の さだふみ/さだふん）は、平安時代前期の貴族・歌人。名は定文とも記される。桓武平氏、右近衛中将・平好風の次男。官位は従五位上・左兵衛佐。中古三十六歌仙の一人。一般に平中（へいちゅう/へいぢゅう）と呼ばれた。

## 経歴
清和朝の貞観16年（874年）父・好風と共に平姓を賜与され臣籍降下する。
宇多朝の寛平3年（891年）内舎人に任官したのち、右馬権少允・右兵衛少尉を経て、醍醐朝の延喜6年（906年）従五位下・外衛少将に叙任。その後は三河介・侍従を経て、延喜17年（917年）右馬助、延喜19年（919年）左兵衛佐と主に武官を務めた。延喜22年（922年）従五位上に至る。翌延長元年（923年）6月に三河権介に任ぜられるが、同年9月27日に卒去。

## 人物
紀貫之・壬生忠岑・凡河内躬恒といった『古今和歌集』の撰者らと交流があった。延喜5年（905年）および翌6年の『貞文家歌合』といった歌合を少なくとも3回主宰したことが知られている。会には紀貫之・壬生忠岑・在原元方・凡河内躬恒ら当代一流の家人が参加した。家集は伝わっていないが、鎌倉時代後期に編纂された『夫木和歌抄』に拠れば、その当時は自筆の『貞文家集』が存在した、と推測されている。『古今和歌集』（9首）以下の勅撰和歌集に26首が入集している。歌物語『平中物語』は平中を主人公としたものである。
色好みとしても有名で、後世に「在中・平中」として在原業平と並び称された。後に芥川龍之介は『好色』でこの平中を描いているほか、谷崎潤一郎も『少将滋幹の母』の中で重要な登場人物として平中を描いている。

## 官歴
『古今和歌集目録』による。
- 寛平3年（891年） 12月：内舎人
- 寛平5年（893年） 2月16日：右馬権少允
- 寛平9年（897年） 5月25日：右兵衛少尉
- 延喜6年（906年） 正月7日：従五位下
- 延喜10年（910年） 正月13日：三河介
- 延喜13年（913年） 正月28日：侍従
- 延喜17年（917年） 5月20日：右馬助
- 延喜19年（919年） 正月28日：左兵衛佐
- 延喜22年（922年） 正月7日：従五位上
- 延長元年（923年） 6月22日：兼三河権介。9月27日：卒去

## 系譜
『系図纂要』による。
- 父：平好風
- 母：不詳
- 生母不明の子女
  - 男子：安快
  - 男子：平兼時
  - 男子：平時経
  - 男子：平信臣

平中（ひらなか）氏は平中の末裔を名乗っている。